# Koziebrody (przystanek kolejowy)
Koziebrody – przystanek kolejowy w Kozichbrodach, w województwie mazowieckim, w Polsce. Znajduje się tu 1 peron.

## Ruch pasażerski
| Rok  | Wymiana pasażerska na dobę |
| ---- | -------------------------- |
| 2017 | 10-19                      |
| 2022 | 20-49                      |